# Ianis Guerrero
Ianis Guerrero (ur. 22 stycznia 1970 w Meksyku) – meksykański aktor telewizyjny, teatralny i filmowy, scenarzysta i reżyser. Zdobył popularność w Polsce w telenowelach: Kapadocja, La Patrona i Kotka.

## Życiorys

### Wczesne lata
Był piłkarzem w klubie Pumas UNAM i Fuerzas Básicas del Cruz Azul, lecz kontuzja nogi przekreśliła plany sportowe. Studiował przez dwa lata matematykę na UNAM. Potem za namową aktora Guillermo Ivána studiował aktorstwo w Uniwersytecie w Hawanie i przy National Theater of Chaillot School w Paryżu, a następnie udał się do Nowego Jorku i Londynu. 

### Kariera
W 2007 założył firmę produkcyjną Artepepan Films. Został finalistą Nagrody Młodych Talentów Mont Blanc. W 2008 został wybrany przez European Nisimasa, by reżyserować w Turcji film krótkometrażowy. W 2011 został wybrany przez Binger Film Lab w Amsterdamie do jesiennego programu, którego emisja rozpoczęła się od września 2010. Otrzymała nagrodę Fundacji Beaumarchais jako scenarzysta (w lipcu 2010). Został wybrany na Berlinale Talent Campus 2011. W serialu internetowym Klub Cuervos (Club de Cuervos, 2015-2019) wystąpił jako Moisés Suárez u boku Joaquína Ferreiry.

## Wybrana filmografia

### filmy
- 2006: Cajita jako Christian
- 2007: Malamados, en la soledad todo esta permitido jako Alex
- 2008: Do sławy jeden krok (Casi divas) jako Osiris
- 2009: Nadgryziona kula (Bala mordida) jako szef bandy
- 2013: My, dobrze urodzeni (Nosotros los Nobles) jako Lucho
- 2015: A la mala jako agent reklamowy

### telenowele
- 2007: Trece miedos jako Aaron Díaz
- 2008: El Pantera jako pasażer Metro
- 2012: Kapadocja (Capadocia) jako León Aquino
- 2012: Rosa Diamante jako Mecánico
- 2013: La Patrona jako Minero Chávez
- 2014: Kotka (La Gata) jako Damián Reyes
- 2015: Club de Cuervos jako Moisés Suárez
- 2016: Droga do szczęścia
- 2018: La Bandida jako rewolucjonista Jose „El Bandido”

## Teatr
- La noche de la iguana
- El parking place del deseo
- Los 5 Nô modernos
- H2O notre soif de consolation est impossible à étancher
- Banc de touche
- La caisse